# 완남부원군 이후원 묘역
완남부원군 이후원 묘역(完南府院君 李厚源 墓域)은 서울특별시 강남구에 있는 조선시대 완남부원군 이후원의 묘역이다. 2009년 12월 31일 서울특별시 기념물 제29호로 지정되었다.

## 개요
이후원(1598~1660)은 광평대군 이여(세종과 소헌왕후 사이에서 태어난 5번째 아들)의 7대손이다. 인조반정 때 공을 세워 정사공신 3등으로 책록되고, 정묘호란 때는 총융사 종사관으로서 큰 역할을 하였으며, 병자호란 때는 척화파로 청에 결사 항전할 것을 주장하였다. 효종의 북벌계획이 추진될 때는 전함 200척을 준비하는 등 북벌계획에 주도적으로 참여했다. 스스로도 학문이 높았지만 1657년(효종 8) 우의정이 된 뒤에는 조선 후기 대표적 성리학자로 후에 노론의 영수로 성장한 송시열(1607~1689)과 송준길(1606~1672)을 발굴, 중앙 정계에서 중용될 수 있도록 하는 등 인재 등용에도 큰 업적을 남겼다.
이후원의 묘역은 1660년 조성된 초장지 금천 삼석산에서 광주 세곡을 거쳐 1704년 현 위치에 조성된 묘역으로서 다른 사대부 묘역들과 비교할 때 봉분 주변으로 호석을 두르고 해치상이 배치된 것이 특징적이다. 또한 묘역의 동남쪽 발치에 세워진 묘표는 조선 후기 대표적 성리학자인 송준길과 송시열이 각각 비문과 추기를 짓고, 당대의 명필인 이정영(1616~1686)이 비문의 글씨를 썼으며, 전서를 잘 쓰기로 이름났던 당시 영의정 김수항(1629~1689)이 ‘오재상국이충정공묘표’라고 쓰여 있는 두전(전서로 쓴 묘표의 이름)을 쓰는 등 당대 명유학자들과 명필들의 글씨를 확인할 수 있게 하는 자료로 정사인 실록 등을 보완하는 사료적 가치를 가진다.

## 서울특별시 기념물 지정을 위한 조사 보고서
완남부원군 이후원 묘역은 서울특별시 강남구 자곡동 산 39-3번지 일대 즉, 전주이씨 광평대군파 족문 묘 약 700여기가 분포하고 있고 또한 서울특별시 유형문화재 제48호로 지정된 ‘전주이씨 광평대군파 묘역’이 위치하고 있는 광수산(光秀山) 앞 언덕 너머, 대모산 동남쪽 자락에 위치하고 있다. 묘역 내에는 광평대군의 7대손인 이후원(1598~1660), 그의 증손자 이섭, 그리고 고손자인 이현록(1684~1730)과 이현복의 묘가 4기가 자리하고 있다. 그 가운데 가장 핵심이 되는 묘역이 이번에 문화재로 지정예정인 <완남부원군 이후원 묘역>이다.
이후원(李厚源, 1598~1660)은 자는 사심(士深), 호는 오재(迂齋). 광평대군의 7대손으로 군수 이욱(李郁)의 아들이며, 어머니는 판서 황정욱(黃廷彧)의 딸이며, 김장생(金長生)의 문인이다.
1623년(인조 1) 인조반정 후 정사공신(靖社功臣) 3등으로 책록되고, 같은 해 태인현감이 되고 1624년 이괄(李适)이 난을 일으키자 이를 수습하였고, 1627년(인조 5) 정묘호란이 일어나자 총융사 종사관으로 변란에 임하여 큰 역할을 하였으며, 이어 단양군수를 역임한 뒤 중앙으로 돌아와 한성부 서윤이 되었고, 1634년에 익산군수에 부임하였고 이듬해 증광문과에 병과로 급제하였다.
1636년 김상헌(金尙憲) 등 제신의 천거로 지평이 되었으며, 문학을 거쳐 장령이 되었고, 이해 병자호란이 일어나자 척화파(斥和派)로 청(淸)에 결사 항전할 것을 주장하였다.
1639년 승지가 되고 이어 수원부사에 천거되었으나 왕이 그를 곁에 두고자 하여 병조참지로 임명하였다. 그 뒤 충청도관찰사로 나가서는 민력(民力)을 무리하게 쓰지 않고 사풍(士風)을 변경시켰으며, 군정(軍政)을 닦는 데 힘썼다. 이어 강화부유수가 되고 1642년 대사간을 역임한 뒤 이듬해 한성부우윤이 되었고, 완남군(完南君)에 봉해졌다.
1644년 심기원(沈器遠)이 좌의정으로 남한산성 수어사를 겸임하게 되자 이를 기화로 심복의 장사(壯士)들을 호위대(扈衛隊)에 두고 전 지사(知事) 이일원(李一元) 등과 모의, 회은군(懷恩君) 덕인(德仁)을 추대하여 반란을 일으키자 이 난의 수습에 적극 가담하여 공을 세웠다.
이듬해 호조참판이 되고 이어 대사헌이 되었으며, 1646년 형조참판이 되어 회맹연(會盟宴)에 참여하였다. 1650년(현종 1)부터 효종의 북벌 모의에 참모가 되어 전함 200척을 준비하는 등 북벌계획에 앞장섰다. 같은 해 실록청 당상 겸 동지춘추관사로 《인조실록》 편찬에 참여하였다. 이어 1655년 예조판서로서 추쇄도감제조(推刷都監提調)가 되어 전국의 노비를 추쇄, 강화(江華)를 방비하게 하였고, 또한 장악원에 소장되어 있던 《악학궤범》을 개간하여 사고(史庫)에 분장(分藏)하게 하였다. 이어 한성부판윤, 형조·공조의 판서를 거쳐, 대사간이 되었으며 곧이어 이조판서가 되었다.
1657년 우의정에 이르렀으며, 이때 송시열(宋時烈)을 이조판서, 송준길(宋浚吉)을 병조판서에 임명하는 등 인재 등용에도 힘을 기울였다.
만년에는 세자좌부빈객·지경연사·지춘추관사 등을 역임하였다. 이후원은 성품이 청개(淸介)하고 인화를 중히 여겼으며 선(善)을 좋아하여 능변으로 악을 질시하였으며, 바쁜 관직생활 중에도 경사(經史)를 공부하는 데 게을리 하지 않았다.
1668년(현종 9) 충정(忠貞)이라는 시호가 내려지고, 1685년(숙종 11) 광주(廣州)의 수곡서원(秀谷書院)에 제향되었다.
이후원의 묘역은 묘표ㆍ향로석 등의 명문을 종합적으로 보면 원래 금천(衿川) 일직촌(一直村) 삼석산(三石山)에 있었는데, 그 땅이 길하지 않다고 하여 을축년 4월, 즉 1685년(숙종 11) 4월 광주(廣州) 세촌(細村) 금성산(金星山)으로 옮겨졌다. 그리고 문중 측 자료에 의하면 1704년 다시 현재의 위치인 광주 지곡(池谷)으로 이장되었다고 한다. 1650년 세상을 떠난 그의 초취(初娶) 광주김씨의 묘는 원래 유형문화재 제48호 ‘전주이씨 광평대군파 묘역’ 안에 조성되었는데 갑오년, 즉 1654년 금천(衿川) 일직촌(一直村)으로 이장되었고, 1685년 광주 세촌을 거쳐 1704년 이후원 묘의 이장 시 함께 현위치로 옮겨졌다.
동 묘역 내에는 현재 봉분 1기와 함께 묘표 2기, 상석 1기, 향로석 1기, 주준석 1기, 해치석 2기, 망주석 2기가 분포하고 있다. 우암 송시열의 신도비명이 1670년(현종 11)에 완성되었으나 신도비가 실제로 세워졌는지 여부는 확인하기 어렵다.
이 묘에는 이후원과 그의 초취인 광주김씨, 재취 영월신씨(1710년 세상을 떠남)가 함께 묻혀 있으나 단분(單墳)이다. 봉분 주위에는 호석을 둘렀으며 호석 정중앙 부분에는 ‘오향(午向)’이라고 새겨져 있어 이후원의 묘가 정남향인 것을 알 수 있게 한다.
묘역 동남쪽 발치에 세워진 묘표는 옥개석과 비몸돌, 비받침을 갖추고 있는 형태인데, 4면에 이후원의 가계와 관직, 활약상, 묘표 제작에 참여한 사람들의 인적사항과 건립연대 등이 기록되어 있다. 묘표 우측면에 새겨진 명문에 따르면 비문은 신해년(辛亥年), 즉 1671년 3월에 동춘당(同春堂) 송준길(宋浚吉 :1606~1672)에 의해 쓰여졌다. 그리고 임술년, 즉 1682년(숙종 8) 우암(尤菴) 송시열(宋時烈 :1607~1689)이 지은 묘표의 추기(追記)를 보면 행영돈녕부사(行領敦寧府事) 이정영(李正英 : 1616~1686)이 묘표의 글씨를 쓰고, 영의정 김수항(金壽恒 : 1629~1689)이 ‘迂齋相國李忠貞公墓表’라고 쓰여 있는 두전(頭篆)을 썼음을 알 수 있다. 그런데 실제로 묘표가 건립되는 것은 을축년, 즉 1685년(숙종 11) 4월 광주(廣州) 세촌(細村)으로 이장할 당시였던 것으로 보인다.
이 묘역에는 이 묘표 외에도 이후원의 넷째 아들인 이선(李選 : 1632년~1692년)이 1685년 6월 써서 세운 묘표도 남아 있다.
이 묘표는 동춘당 송준길이 비문을 쓴 묘표와 마찬가지로 옥개석, 비몸돌, 비받침 등 세 부분으로 구성되어 있다. 묘갈의 앞면에는 ‘有明朝鮮迂齋相國完南府(오른쪽부터 제1열)院君忠貞李公諱厚源之墓(제2열)’이라고 새겨져 있고, 향좌측면에는 ‘貞敬夫人 光州金氏 祔左’라고 새겨져 있어 묘주가 이후원과 부인인 광주김씨이고, 동분(同墳)이지만 부인인 광주김씨가 이후원을 기준으로 왼쪽 실에 묻혀 있음을 알 수 있다. 묘표 후면에는 아들인 이선의 글이 새겨져 있는데 이후원에 대한 간단한 인적사항과 함께 묘 이장과 묘표들의 건립 경위 등의 내용이 담겨 있다.
이선이 쓴 묘표 아래로는 북돌〔敲石:한국전쟁 이후 신설〕2기로 받쳐진 상석이 있는데, 근년에 원래의 상석을 교체하여 새로 배치한 것으로 보인다.
상석 아래에는 향로석이 위치하는데 향로석의 정면에는 ‘完南李忠貞公墓’라고 새겨져 있고, 향우측면에는 이후원의 조상인 무안대군․광평대군․영순군 등의 묘가 광수산 헌릉 뒷기슭에 위치하고 있다는 내용의 명문이 새겨져 있고, 향좌측면에는 이후원과 광주김씨의 생년과 몰년, 이장 경위 등을 기록한 명문이 새겨져 있다.
향로석의 우측면에는 주준석(酒樽石)이 있다. 그 설치 시기는 분명하지 않으나 근년에 설치된 것으로 보인다.
향로석을 기준으로 그 왼쪽과 오른쪽으로 해치상으로 추정되는 석물이 각각 1기씩 배치되어 있는데 그 조성시기는 분명하지 않다.
해치상보다 더 바깥쪽으로는 망주석이 왼쪽, 오른쪽 각각 1기씩 세워져 있는데 기둥부에는 세호(細虎)가 돋을새김으로 조각되어 있다.
완남부원군 이후원 묘역은 광평대군 이여(李璵 : 세종과 소헌왕후 사이에서 태어난 5번째 아들)의 7대손인 이후원 부부의 묘로서, 묘역과 묘역 내 석물들은 조선 후기 묘제 및 석물 제작 양상을 알 수 있게 한다는 점에서 보존가치가 크다. 특히 묘표는 조선 후기 대표적 성리학자인 송준길과 송시열이 각각 비문과 추기(追記)를 짓고, 당대의 명필인 이정영(李正英 : 1616~1686)이 비문의 글씨를 썼으며, 전서(篆書)를 잘 쓰기로 이름났던 당시 영의정 김수항(金壽恒 : 1629~1689)이 두전(頭篆 : 전서로 쓴 묘표의 이름)을 쓰는 등 당대 명유학자들과 명필들의 글씨를 확인할 수 있게 하는 자료로 정사(正史)인 실록 등을 보완하는 사료적 가치를 가진다. 따라서 이후원의 묘역과 묘역 내 원형이 잘 유지되고 있는 석물들을 일괄 서울특별시 기념물로 지정, 보존하고자 한다.

## 같이 보기
- 이후원

## 참고 자료
- 완남부원군 이후원 묘역 - 국가유산청 국가유산포털